# Joane Somarriba Arrola
Joane Somarriba Arrola (Gernika, 11 d'agost de 1972) és una ciclista basca, considerada la millor ciclista espanyola de tots els temps.
En el seu nombrós palmarès destaquen tres Tour de França (2000, 2001 i 2003), dos Giros d'Itàlia (1999, 2000) i tres medalles en mundials (or i plata en contrarellotge el 2003 i 2005; i bronze en ruta el 2002).
Ha participat també en tres Jocs Olímpics on ha aconseguit, com a millor classificació, una cinquena posició en la prova en ruta dels Jocs de Sydney.
Està casada amb el també ciclista Ramón González Arrieta.

## Palmarès
- 1988
  - Vencedora d'una etapa a l'Emakumeen Bira
- 1991
  - 1a a l'Emakumeen Bira i vencedora de 2 etapes
- 1994
  -  Campiona d'Espanya en ruta
- 1996
  -  Campiona d'Espanya en contrarellotge
- 1999
  - 1a al Giro d'Itàlia i vencedora d'una etapa
  - Vencedora d'una etapa a l'Emakumeen Bira
- 2000
  - 1a al Giro d'Itàlia i vencedora d'una etapa
  - 1a al Gran Bucle i vencedora de 2 etapes
  - 1a a l'Emakumeen Bira i vencedora d'una etapa
  - Vencedora d'una etapa a la Ronda d'Aquitània
- 2001
  - 1a al Gran Bucle i vencedora de 3 etapes
  - 1a al Trofeu Govern de La Rioja
- 2002
  - 1a a la Durango Emakumeen Saria
- 2003
  -  Campiona del món en contrarellotge individual
  - 1a al Gran Bucle i vencedora de 2 etapes
  - 1a a la Durango Emakumeen Saria
- 2004
  - 1a a l'Emakumeen Bira i vencedora de 3 etapes
  - 1a a la Durango Emakumeen Saria
- 2005
  - 1a al Trofeu d'Or i vencedora d'una etapa